# 涿州市
涿州市是中華人民共和國河北省保定市代管的县级市，古称范陽、涿郡、涿邑、涿州路、涿县。全市地处华北平原西北部，毗鄰北京，位於北京西南方，扼守京畿南大门；东临固安，西接涞水，北通北京，南至高碑店。全市擁有得天独厚的地理区位优势，位於太行山山洪冲积扇上，地势平坦，土质肥沃，拥有丰富的水利、地热及沙石料资源，因此古有“幽燕沃壤”， “督亢膏腴”之称。
民间传说，乾隆皇帝曾为涿州题写对联“日边冲要无双地，天下繁难第一州”，不过明朝沈德符《万历野获编》中已记载有此联，并称该联为“旧联”。
截至2019年3月，涿州市户籍总人口共70.15万人。全市总面积742.5平方公里，其中建成区面积31平方公里。全市拥有城市道路总长度159公里，人均拥有道路面积13.94平方公尺。市政府驻双塔街道范陽西路51号。
涿州是中国石油集团东方地球物理公司等大型国有企业机关驻地。

## 历史沿革
今涿州市境在春秋战国时属燕国，为涿邑，得名自涿水，地处太行山前洪积平原上，是与蓟（今北京市）齐名的大城市。秦朝行郡县制，置涿县，属广阳郡。汉初新设涿郡，以涿县为首县。曹魏时，涿郡改名范阳郡，涿县仍为郡治。太和六年（232年），幽州刺史部治所由蓟迁至涿县，西晋初又迁回。十六国、北朝因之。
隋初废天下诸郡，废范阳郡入幽州，涿县从之。唐武德七年（624年），改名范阳县。大历四年（769年），析幽州置涿州，范阳县为州治。辽、金、元，范阳县均为涿州（路）治所，而涿州之辖域在元中统四年（1263年）缩小至只有范阳、房山两县。明初，范阳县撤销，并入涿州，属北平府（后改名顺天府）。清雍正五年（1727年），房山县改由顺天府直辖，涿州于是无属县。中华民国初年，撤州改称涿县，属京兆。
二次北伐后，国民政府于1928年成立北平特别市，原京兆辖县则全部划归河北省。
中华人民共和国建国后属河北省保定专区；1986年升为涿州市，属河北省，由保定市代管；2008年，被河北省人民政府批准为“省级历史文化名城”；2015年2月底，曾被列入河北省第二批省直管县（市）试点，旋即于当年取消，划归保定市管理。

## 行政区划
涿州市下辖3个街道办事处、10个镇、1个乡和2个省级经济技术开发区，1个新兴产业示范区，407个行政村。
双塔街道、桃园街道、清凉寺街道、松林店镇、码头镇、东城坊镇、高官庄镇、东仙坡镇、百尺竿镇、义和庄镇、刁窝镇、林家屯镇、豆庄镇、孙家庄乡、高新技术产业开发区和京南经济开发区。

## 人口
根据第七次人口普查数据，截至2020年11月1日零时，涿州市常住人口667678人。

## 交通

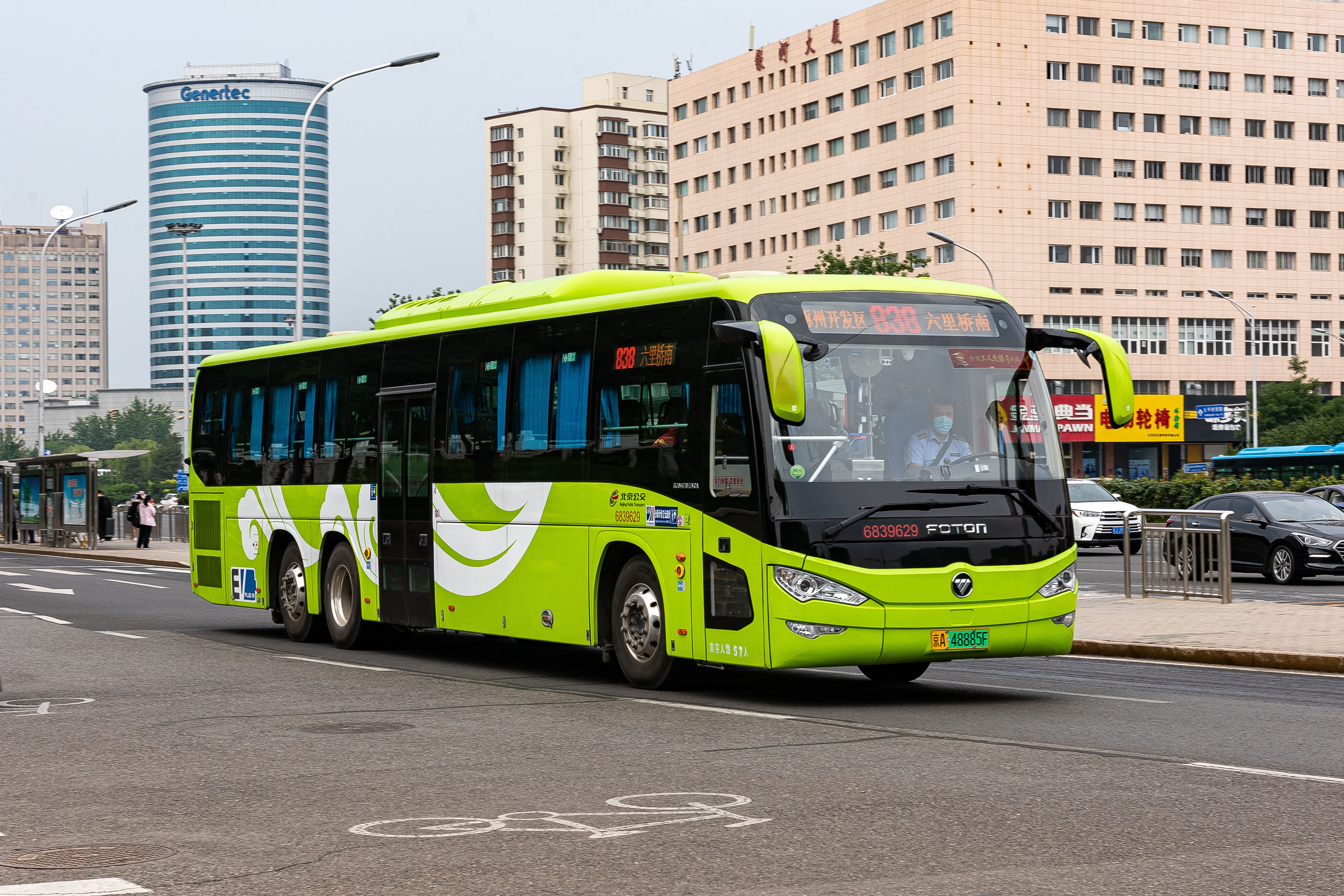
北京公交集團在北京至涿州间开行的838路

- 铁路：京广铁路（涿州站）、京廣高速铁路（涿州东站）
- 公路： 京港澳高速、 张涿高速公路、密涿高速公路、 107国道、 230国道 371省道
- 机场：北京大兴国际机场

 107国道南北纵贯全境，廊涿高速公路起涿州自 107国道，廊涿高速东达廊坊，与涿密高速链接，在北京外围形成一条环路。为北京的交通缓解压力。
京廣高速铁路在涿州市徐里营村一带设有涿州东站。由涿州東站出發，乘坐高鐵北京到僅需25分钟，相較高鐵開通前，兩地往來的時間被大大縮短。另外，該高速鐵路的建成有效地缓解了京广鐵路的交通压力。

## 经济
2013年国内生产总值完成235.3亿元，同比增长11.5%；财政收入完成26.6亿元，同比增长7.9%。全年共签约内资项目60个，

## 教育
全市共有中小学164所，其中高中8所、初中35所、小学121所。进校、电大、职教中心、特教中心各1所。市直幼儿园2所，乡镇幼儿园103所。
本部位於北京的中華全國總工會下屬中國勞動關係學院在涿州城東的東城坊鎮設有分校區。

## 名胜古迹

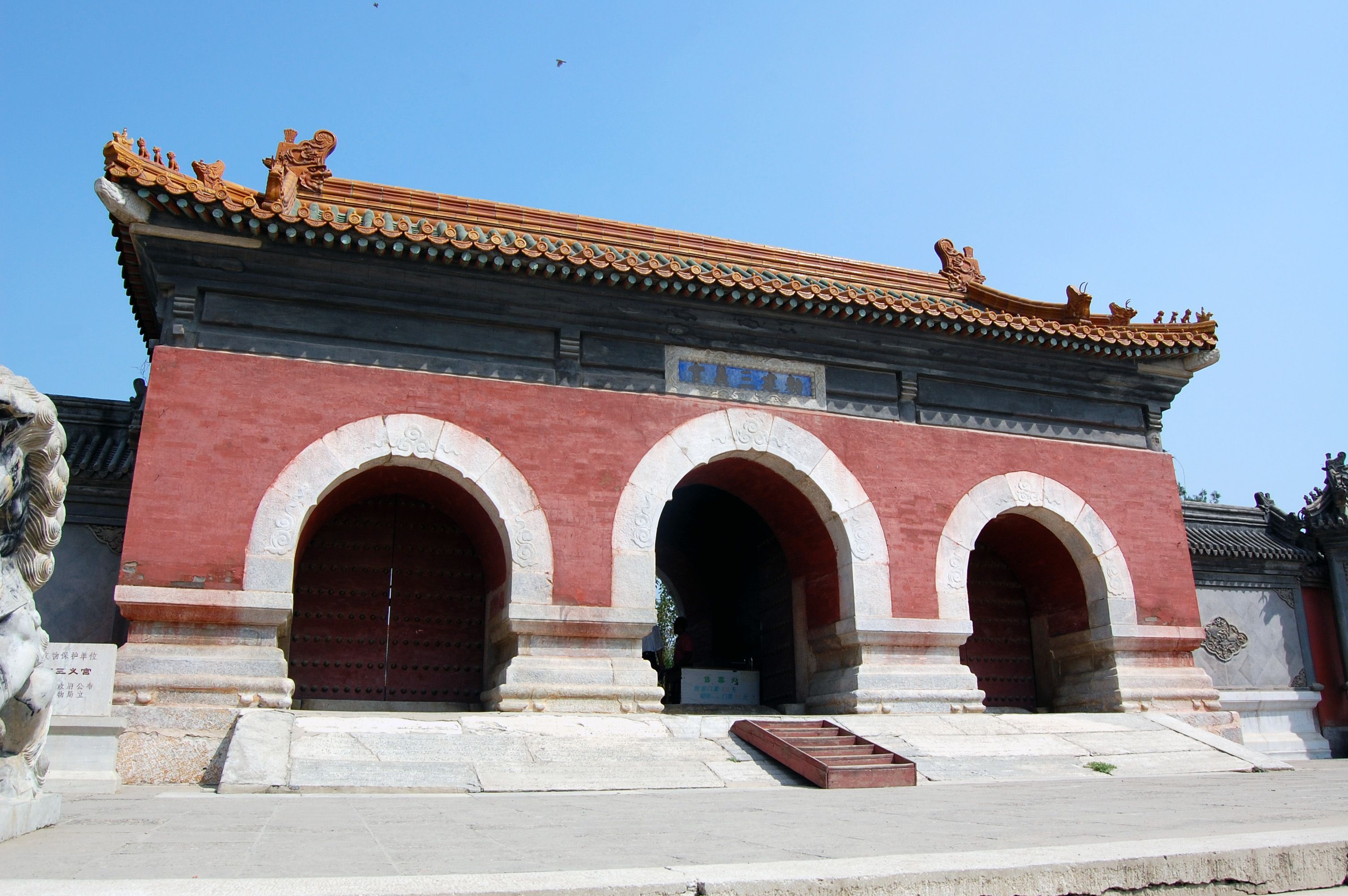
楼桑庙三义宫

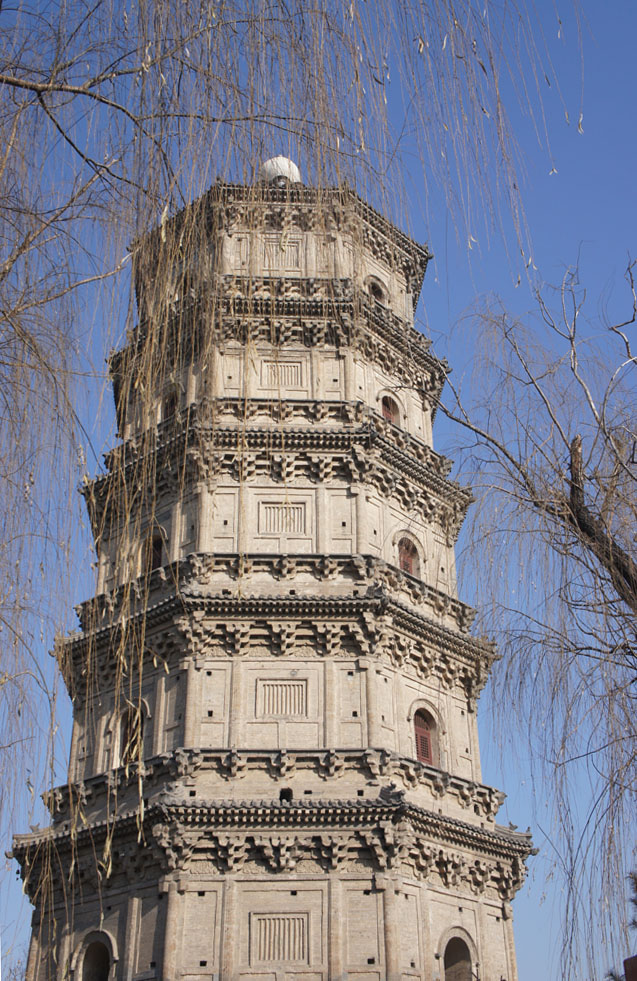
涿州双塔之智度寺塔

- 涿州双塔
- 涿州楼桑庙三义宫
- 涿州永济桥
- 涿州影视基地
- 涿州胡良桥
- 范阳卢氏宗祠
- 涿州张飞庙
- 涿州郦道元故居
- 涿州通会楼故址
- 涿州天下第一州匾额
- 涿州药王庙
- 涿州大理石公园
- 涿州泰宁宫
- 涿州天国寺

## 家族
- 范阳卢氏